# George Arthur Benjamin Hall
Pour les articles homonymes, voir George Hall et Hall.
George Arthur Benjamin Hall (29 octobre 1868-5 novembre 1948,) est un homme politique canadien de la Colombie-Britannique. Il est député provincial libéral de la circonscription britanno-colombienne de Nelson City de 1907 à 1909.

## Biographie
Né à Ottawa en Ontario, Hall s'établit en Colombie-Britannique avec ses parents à l'âge de sept ans. Étudiant en Colombie-Britannique and at the Philadelphia Dental College, il fréquente ensuite le Philadelphia Dental College (en). Il pratique ensuite en tant que dentiste à Nanaimo pendant deux ans avant de reprendre ses études au Cooper Medical College de San Francisco, à la New York Polyclinic et à l'université Johns-Hopkins.
De retour en Colombie-Britannique, il pratique à Nelson. Il est médecin résident du Canadien Pacifique, ainsi qu'officier de santé et médecin de prison provincial. Hall est aussi superintendant de la Kootenay Lake General Hospital pendant trois ans. Il prend part à la Première Guerre mondiale. De retour à Nanaimo, il y sert comme maire de 1930 à 1931. Il ouvre une clinique médicale à Nanaimo en 1936.
Hall prend sa retraite à Victoria et meurt à Lantzville sur l'île de Vancouver en novembre 1948 à l'âge de 80 ans,.